# 인디아 서머
인디아 서머(India Summer, 1975년 4월 26일 ~ )는 미국의 포르노 배우, 누드 모델이다. 활동명은 인디언 서머를 토대로 지어졌다. 2011 AVN상 여우주연상을 앤디 샌 디마스와 공동 수상했다. 1,000편 이상의 작품에 출연한 미국 포르노 역사상 가장 활발히 활동한 여자 성인물 배우이다.